# Restaurante cantonés

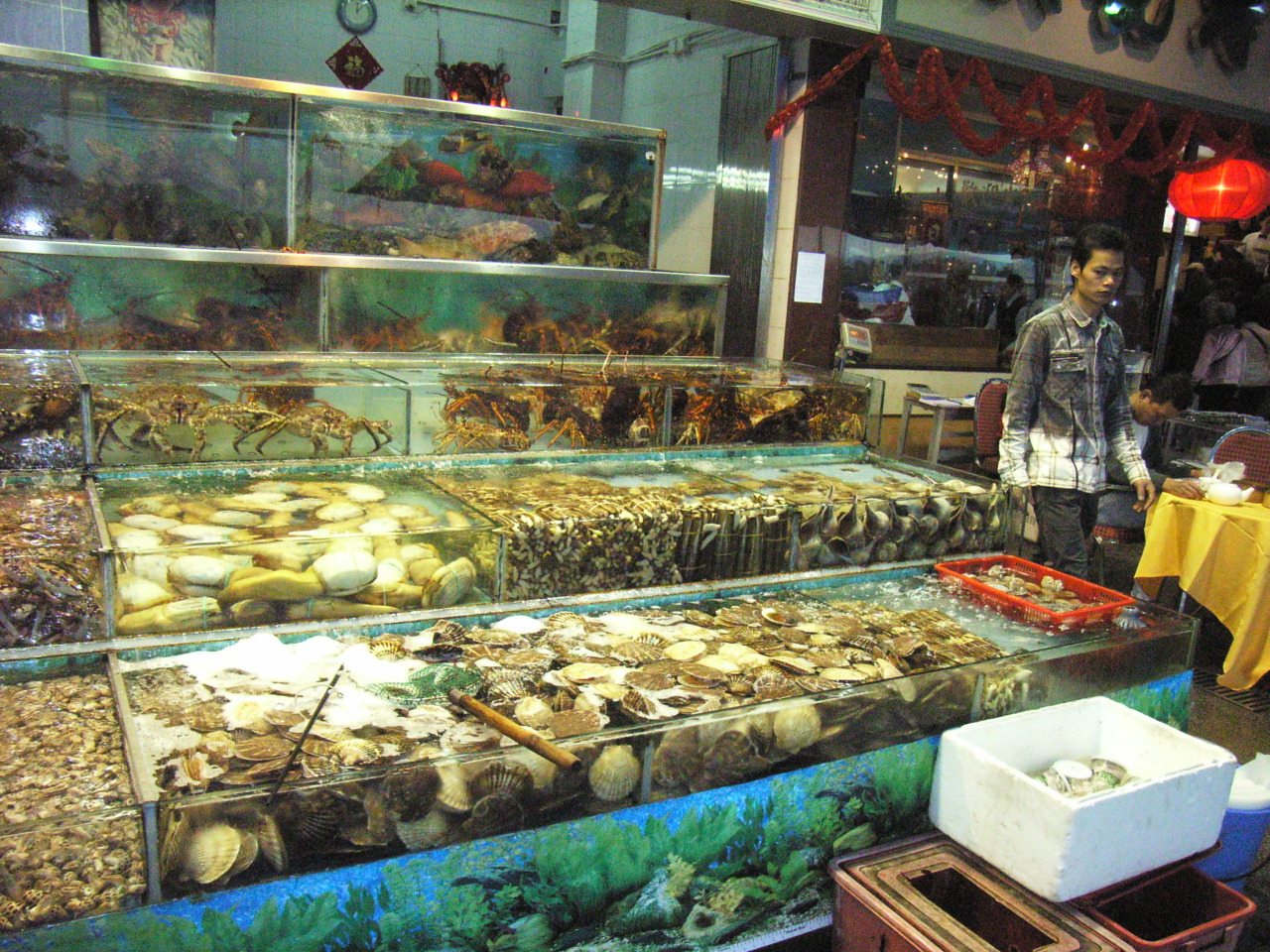
Un restaurante de marisco en Sai Kung, Hong Kong.

Un restaurante cantonés es un tipo de restaurante chino que se organiza en la provincia de Cantón, China. Este tipo de restaurantes se conoce generalmente como chaa lau (茶樓) o jiau lau (酒樓) en chino, y es conocido como restaurante de mariscos (海鮮酒家). Este estilo de restaurante aparece frecuentemente en Hong Kong. Por regla general se sirve Yum cha y dim sum en estos restaurantes, pudiéndose encontrar diversos tipos de platos con arroz, fideos, siu mei, etc. Ya por la tarde se celebran banquetes de cocina cantonesa en estos restaurantes. Como muchos chefs cantoneses emigraron de Hong Kong a Occidente muchos de los restaurantes auténticos cantoneses se encuentran en muchas Chinatowns (Barrios chinos).

## Tipos
Existen dos tipos principales de restaurantes cantoneses.
- chaa lau (茶樓), lit. casa del té, es un lugar donde se sirve sólo té y dim sum. Existen desde antes de la dinastía Qing; mientras
- jiau lau (酒樓), lit. casa del vino, es un lugar donde se realizan banquetes. Existen desde comienzos del siglo XX, jau lau comenzó proporcionando té y dim sum como los cha lau.

## Negocio
Todos los restaurantes cantoneses proporcionan yum cha, dim sum, así como diversos platos para los banquetes, pero sunegocio es flexible y pueden variar sus comidas a petición de los comensales. Algunos restaurantes tienden a ser más especializados, y ofrecen hot pot, o mariscos mientras que otros proporcionan platos de la cocina china procedente de Sichuan, Shanghái, Shunde, Teochew, Hakka y otros lugares. Los nuevos restaurantes fuera de China se refieren a veces como restaurantes al estilo de Hong Kong zau lau (香港式酒樓) fuera de Hong Kong.